# Evandro Soldati
Evandro Soldati (Ubá, 17 aprile 1985) è un supermodello e stilista brasiliano.

## Carriera
Di origini italiane, Evandro Soldati comincia la propria carriera di stilista nel 2002, partecipando ad un concorso in Brasile. Soldati ottiene un notevole successo nel campo della moda, e viene assecondato da numerose campagne pubblicitarie come Louis Vuitton, Valentino Fashion Group, Abercrombie & Fitch e Dolce & Gabbana.
Nel 2008 ha firmato un contratto di esclusiva con Armani ed è il volto di tutte le linee di re Giorgio: da Armani Jeans ad Emporio Armani, dalla linea Jewelry al profumo Red Fragrance all'underwear. Evandro Soldati è conosciuto semplicemente come Evandro nel mondo della moda. È il brasiliano più amato dai brasiliani, come ha decretato il portale Made in Brazil ed è sulla cresta dell'onda già da diversi anni. Ha iniziato per caso a fare il modello: la madre lo iscrive ad un concorso indetto dalla Ford Models mentre Evandro ancora frequentava il liceo e non pensava minimamente ad una carriera nel fashion system. Il suo primo lavoro importante è stato la copertina de L'Uomo Vogue nel 2004; seguono quelle per GQ Style e American GQ, editoriali per i-D, Arena, Vanity Fair, V Magazine, Out. Fotografato da tutti i maggiori fotografi da Bruce Weber a Steven Klein, da Mario Testino a Terry Richardson. Recentemente ha posato senza veli per l'obiettivo di Mert Alas & Marcus Piggott con la supervisione di Marc Jacobs per il libro fotografico "Visionaire 52 Private", sponsorizzato da Louis Vuitton. Impossibile nominare tutte le case di moda per le quali ha sfilato o posato. Valentino, Gianni Versace, Louis Vuitton, Dolce & Gabbana, Iceberg, Calvin Klein, Roberto Cavalli, Dsquared², Ungaro, Bottega Veneta: tutti hanno voluto Evandro.
Secondo la rivista Forbes, Soldati è il settimo stilista di maggior successo al mondo. Nel giugno 2010 ha partecipato al video di Lady Gaga, Alejandro

## Agenzie
- Ford Models (New York)
- Why Not Model Agency (Milano)
- Success Models (Parigi)
- Models 1 (Londra)
- 2pm (Copenaghen)
- Mega Model (Amburgo)
- Toy Soldiers and Model Figures Tradition of London, England, su traditionoflondonshop.com.